# André de Coutances
André de Coutances (Normandia, XI secolo – XII secolo) è stato un poeta francese.
Gli si attribuiscono il poema satirico Li Romanz des Franceis, scritto prima del 1204, riguardo alla guerra franco-angioina, e una rielaborazione poetica del vangelo di Nicodemo (Roman de la Résurrection).